# 제주항

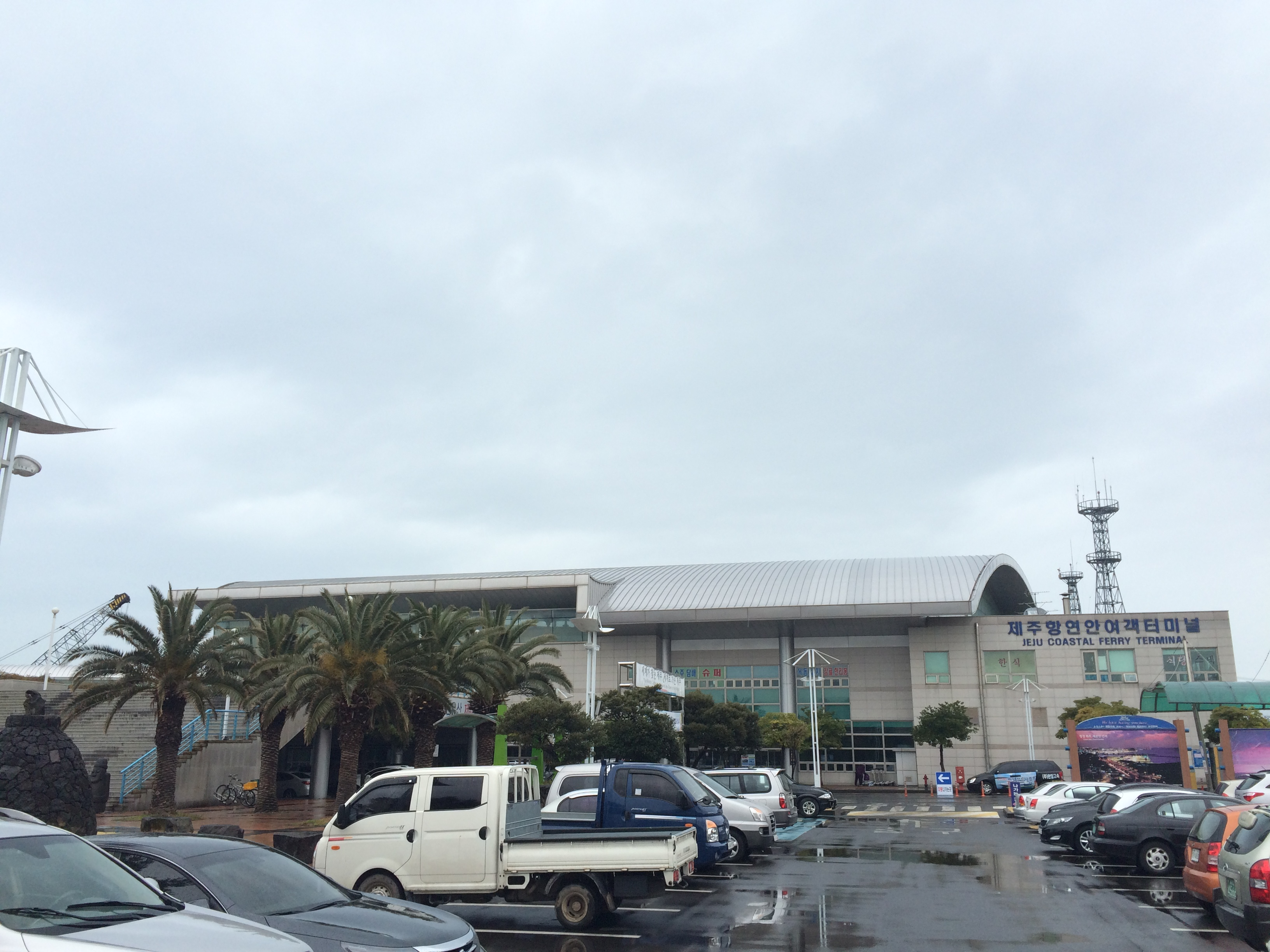
제주항연안여객터미널

제주항(濟州港, Jeju Harbor)은 대한민국 제주특별자치도 제주시 건입동에 위치한 항만법상 지정항이다. 제주항은 지정항 중 무역항에 속한다.

## 역사
1735년에 김정(金政) 제주목사가 전도민을 부역하게 해 산지항(현 제주항) 및 별도항(현 화북항)에 방파제 80간(間)과 내제를 쌓게 했는데 관에 의해 항만이 건설된 것은 이때가 최초이다.
일제 강점기인 1927년 5월 개항한 제주항은 1920년~1940년 서방파제(580m)와 안벽 100m, 물양장 361m를 축조했다. 상선항으로서의 축조공사가 이뤄지기 시작한 것은 1926년에 서북향에 의한 격랑을 막기 위해 연장 310m의 방파제를 축조한 것이 처음이다. 이 공사는 예산 300,000엔을 계상, 1926년 12월 16일 착공해 1929년 3월 31일에 준공됐는데, 실제 공사비는 총 263,958엔으로 최초로 국고에 의한 항만공사가 이뤄진 것이다. 이 공사 때 제주성에서 헐려진 돌들을 사용하여, 바다 매립을 위한 골재로 사용되었다고 한다. 제주의 관문으로 재탄생하기 위한 본격적인 항만개발은 1978년 제주항 종합개발계획이 확정발표되면서이다. 제주항 종합개발계획은 제5공화국 출범 직후 다소 수정돼 1986년까지 완료하기로 한 당초 계획이 1996년으로 10년간이나 늦춰지기는 했지만 이 계획을 근간으로 꾸준한 항만건설이 이뤄졌다.

## 개요
제주도의 최북단인 건입동에 위치하고 있어 육지부와의 교통로서의 그 역할을 다하고 있으며, 제주도내 전체 항만의 처리 물동량을 비교해 볼 때 약 70%를 차지하고 있다. 또한 제주특별자치도의 관문항으로서 육지부와의 연안여객선이 집중되어 있으며, 최근 국제크루즈선 입항증가로 국제 관광항만으로서의 역할도 하고 있다.

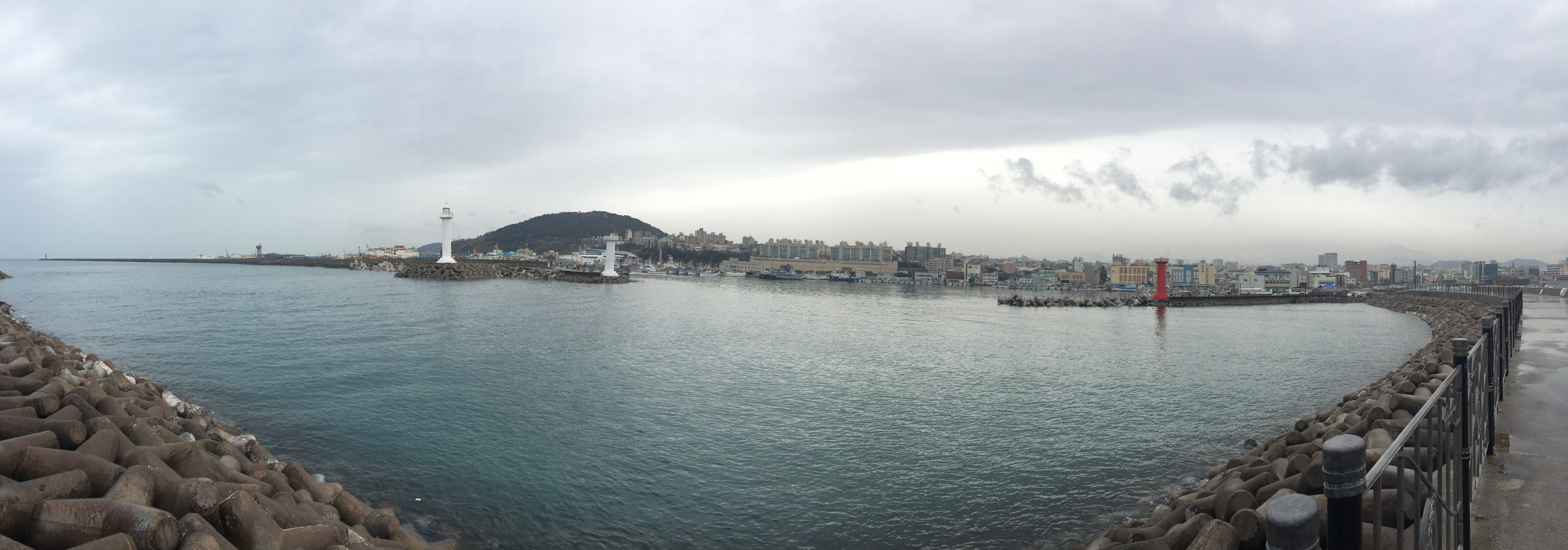
제주항 서부두 지역

## 규모
- 항내수면적 : 3,540㎢
- 해안선 : 3,000m
- 수심 : 2m ~ 11m
- 간만의 차 : 2.1m

## 여객터미널

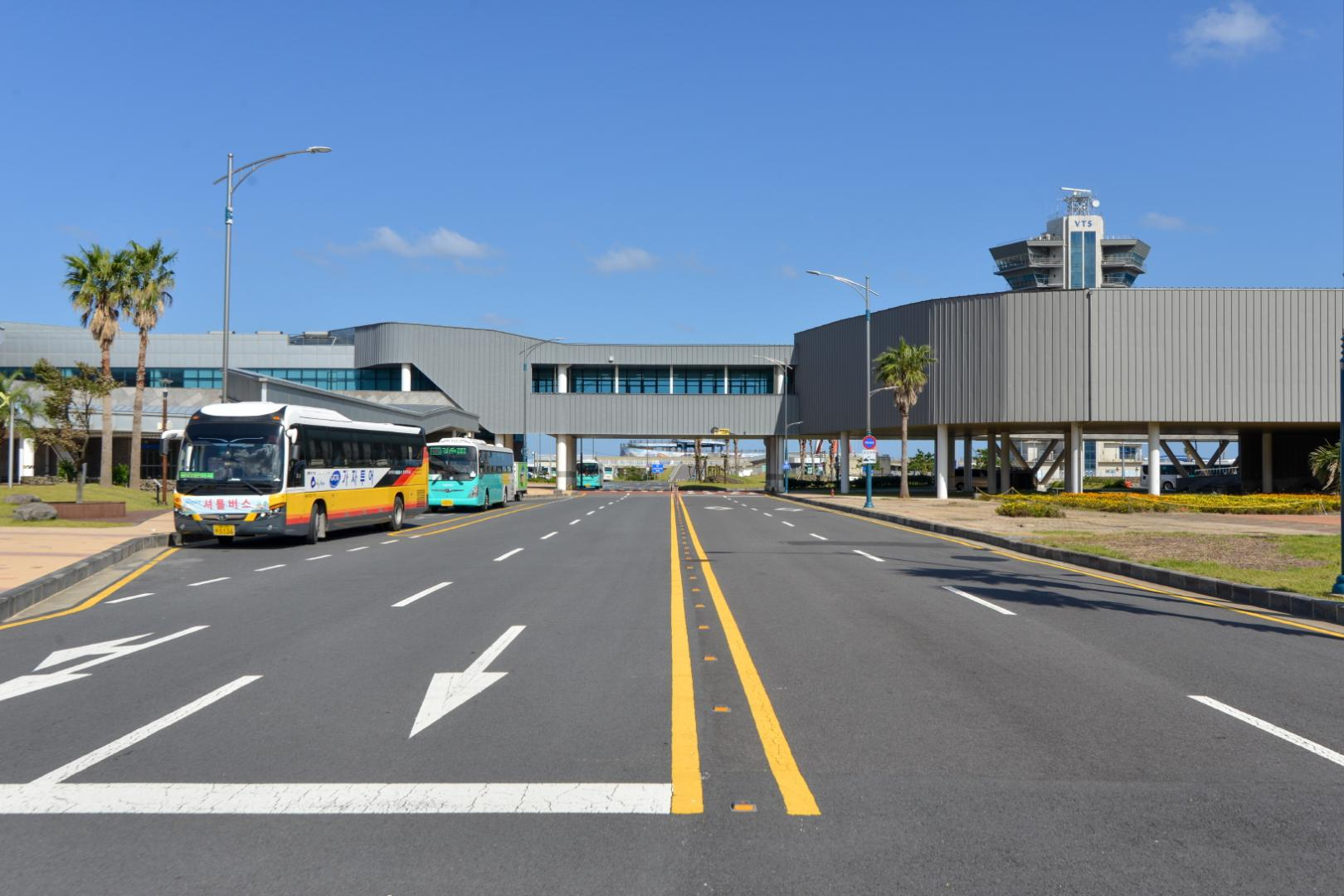
제주항 여객터미널 전경

2017년 6월 7일을 기준으로 출항하는 여객선 편은 다음과 같다.
- 연안여객터미널
  - 제주 ↔ 상추자도 ↔ 해남(우수영)(퀸스타2호) : 약 3시간 소요(정확하지 않음)
  - 제주 ↔ 완도(한일블루나래) : 약 1시간 30분 소요
  - 제주 ↔ 녹동(남해고속카훼리7) : 약 4시간 소요
  - 제주 ↔ 목포(산타루치노호) : 4시간 30분~5시간 소요 (야간운행)
  - 제주 ↔ 여수(한일골드스텔라) : 5시간 정도 소요

- 국제여객터미널
  - 제주 ↔ 진도(산타모니카호) : 약 1시간 50분 소요
  - 제주 ↔ 평양 운행중단
  - 제주 ↔ 완도 (실버클라우드호) : 약 2시간 45분 소요
  - 제주 ↔ 목포(퀸메리호) : 약 4시간 30분 소요
  - 제주 ↔ 하추자도 ↔ 완도(한일레드펄) : 약 4시간 소요

## 갤러리

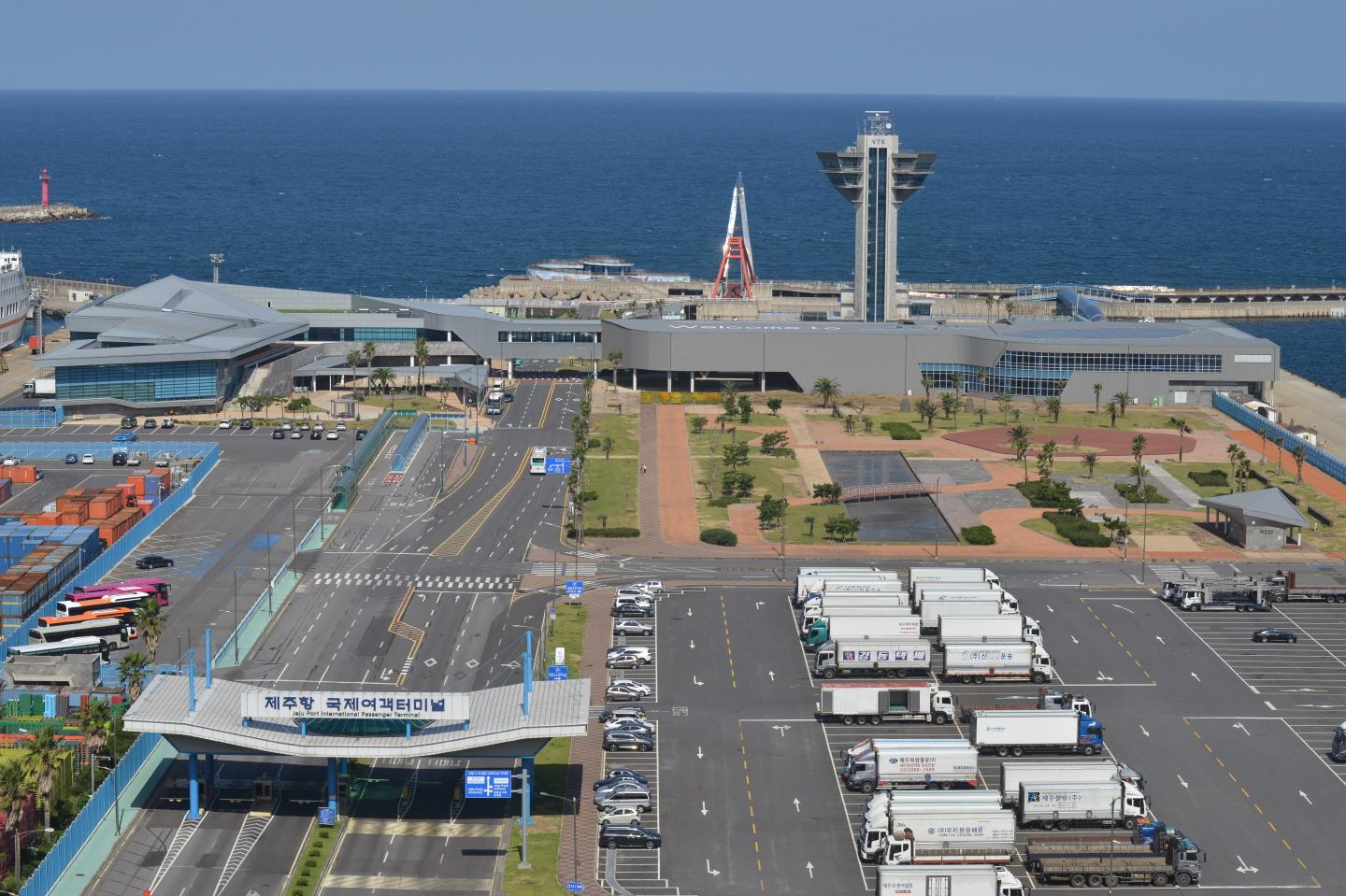
국제여객터미널 전경
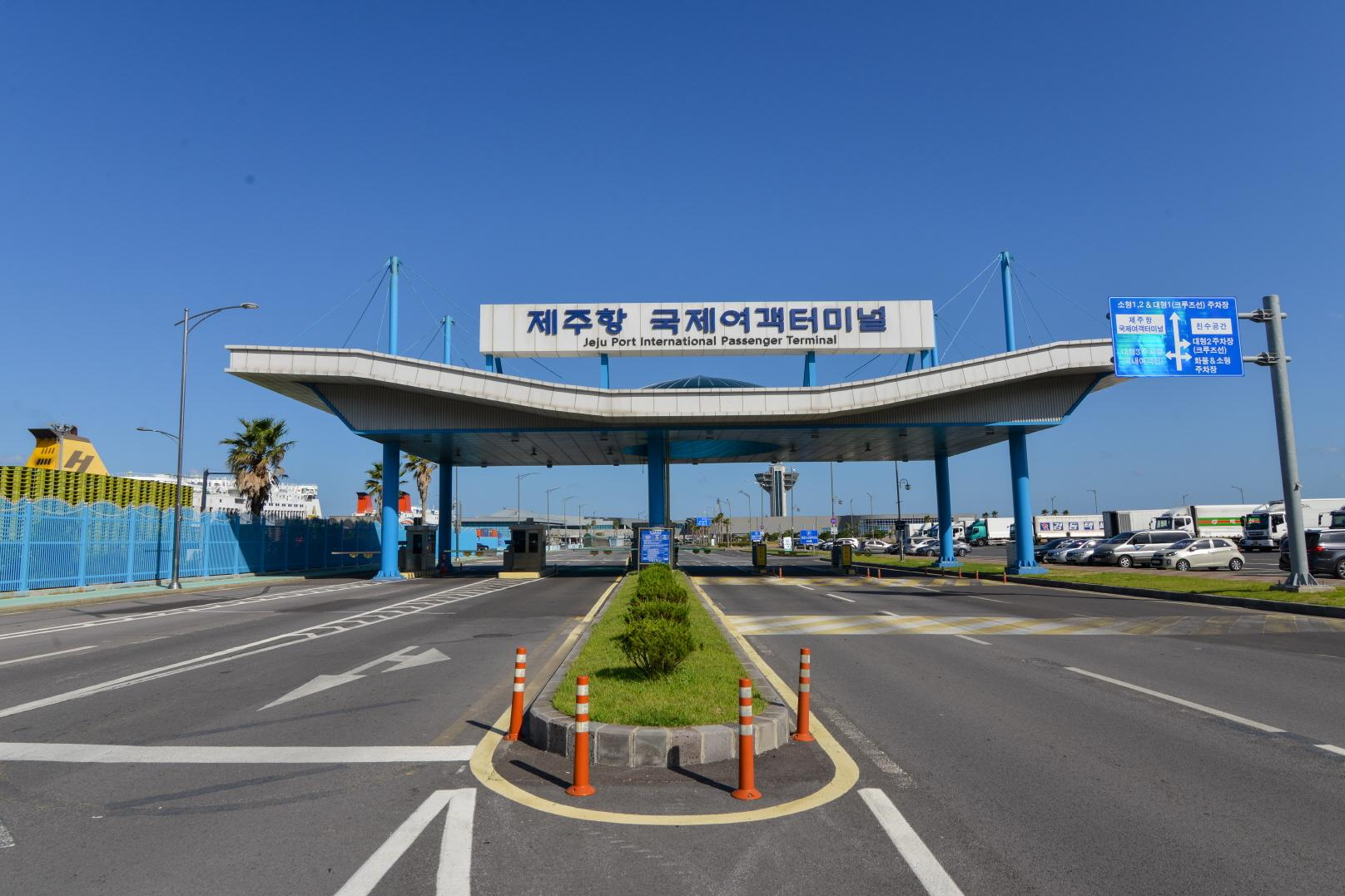
국제여객터미널 입구
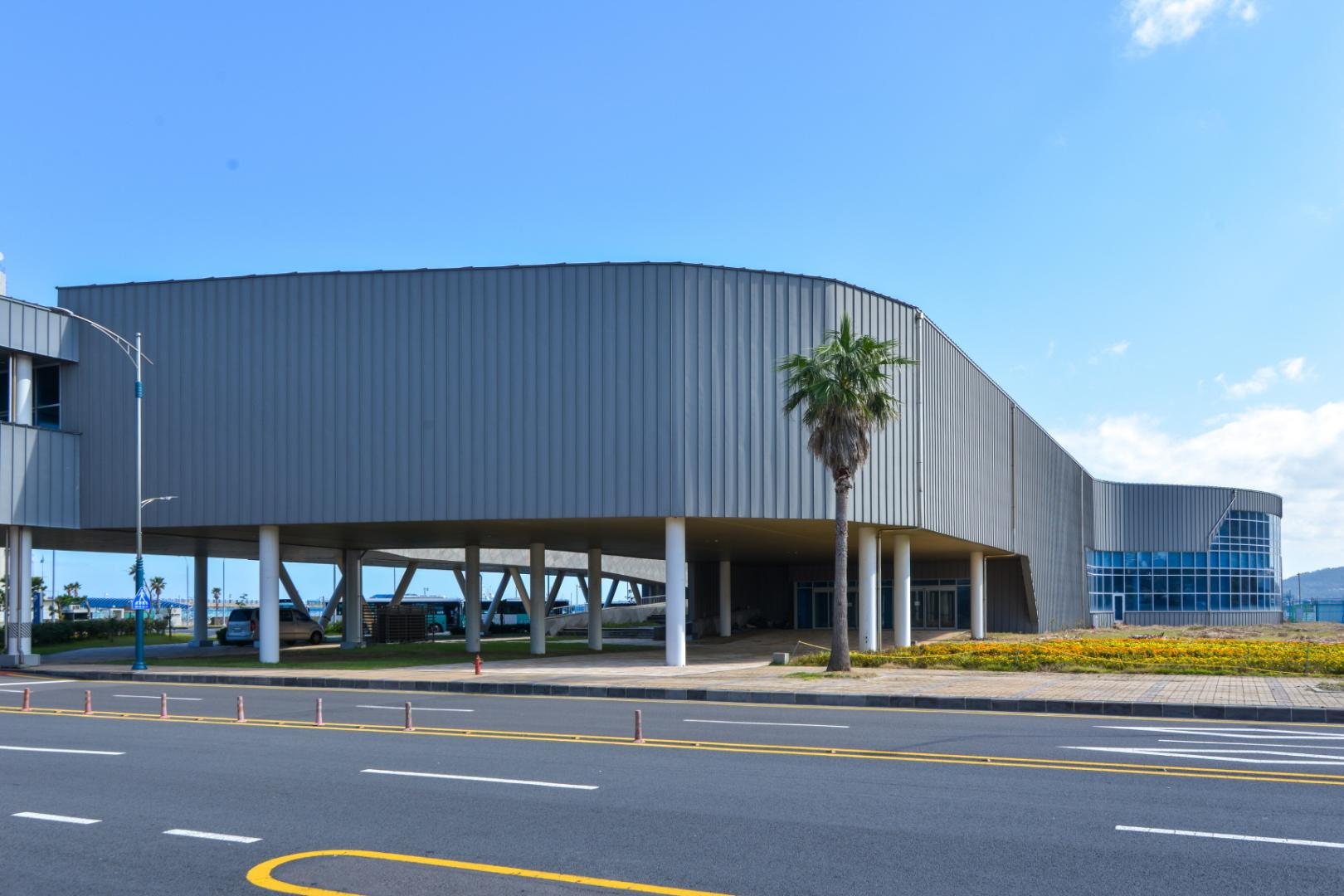
여객터미널 연결통로
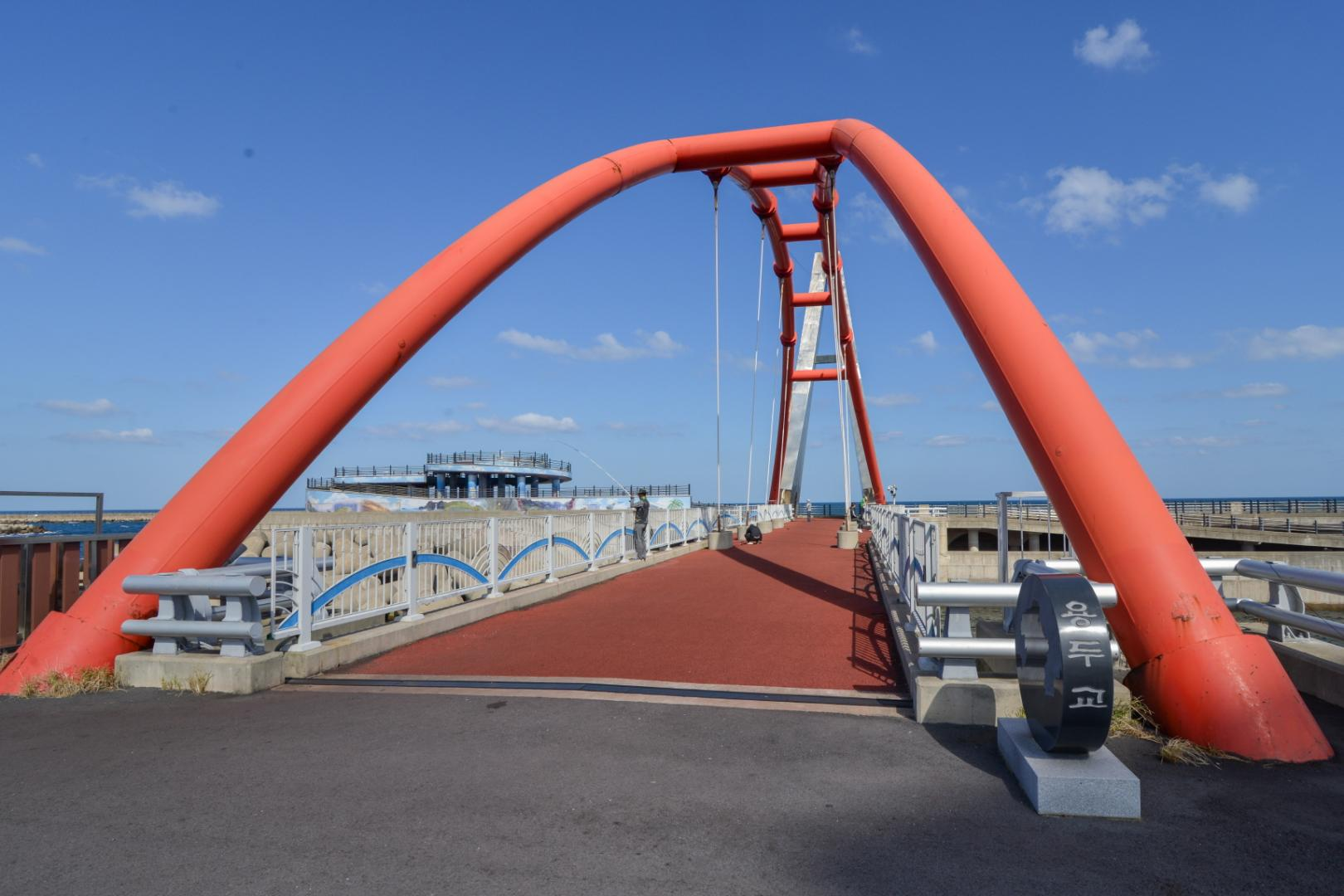
폭 6.5m의 보행교인 용두교